# 대봉
대봉(大峰, 1950년 ~ )은 대한민국의 승려다.

## 생애
미국 필라델피아의 부유한 유태인 가문에서 태어났다. 1977년 예일대 근처 뉴헤이븐 선원에서 숭산을 처음 만났다. 1984년에 화계사에서 출가하여 92년에 숭산의 인가를 받았고, 1999년에 전법게를 받았다.

## 연보
- 1950년 : 미국 필라델피아 엘킨스 파크 출생
- 1972년 : 코네티컷 트리니티 칼리지 졸업
- 1977년 : 뉴헤이븐 선원에서 숭산 스님 법문에 감화, 프로비던스 선원에서 행자 생활
- 1984년 : 화계사로 출가, 한국불교에 귀의
- 1984년 : 프로비던스 선원에서 사미계 수지, 이후 서유럽과 미국 선원서 수행 지도
- 1988년 : 스페인 바르셀로나 선원에서 비구계 수지
- 1992년 : 숭산 스님으로부터 인가, 전법 제자
- 1999년 : 계룡산 국제선원 무상사 주재 선사